# Emosi Tuqiri
Pas d'image ? Cliquez ici

a Compétitions nationales et continentales officielles uniquement.

b Matchs officiels uniquement.
Dernière mise à jour le 2 août 2025.
Emosi Tuqiri, né le 28 décembre 2000 à Brisbane (Australie), est un joueur fidjien de rugby à XV, évoluant au poste de pilier gauche au sein de la franchise des Fijian Drua en Super Rugby et des Counties Manukau en National Provincial Championship.

## Biographie

### Jeunesse et formation
Emosi Tuqiri naît le 28 décembre 2000 à Brisbane en Australie, mais est originaire de Namatakula dans la province de Nadroga aux Fidji,,,. Il grandit en Australie au sein d'une famille de joueurs de rugby, ses cousins Lote Tuqiri et Tevita Kuridrani sont des internationaux australiens et Nemani Nadolo est international fidjien,. Son père, Elia Tuqiri (en) a également joué au rugby à XIII et à XV, puis il est devenu entraîneur,,. De plus, il est le cousin de Chris Kuridrani et de Noa Nadruku (en).
C'est donc tout naturellement qu'il commence lui aussi la pratique du rugby à XV dès l'âge de six ans, il y joue notamment au niveau scolaire au sein de la Forest Lake State School. Étant ensuite scolarisé au Marist College Ashgrove (en) dans la banlieue de Brisbane, il évolue pour l'équipe de l'établissement dont il est le capitaine et où il impressionne fortement à la suite du partage de vidéos de lui postées sur internet,. Il est alors considéré comme un potentiel futur Wallaby,,, ainsi que le prochain Tongan Thor, surnom de Taniela Tupou. Positionné au poste de pilier, il a notamment la particularité d'être le buteur attitré de son équipe.
Après avoir quitté l'école, il est considéré comme étant en surpoids et perd vingt kilos, par la suite il est invité à jouer avec l'équipe des moins de 19 ans des Australian Barbarians (en),. En parallèle, il fait partie de l'Academy (centre de formation) des Queensland Reds en 2017 et 2018, puis commence à jouer pour le GPS Rugby en Queensland Premier Rugby à partir de ces années-là,.
En 2018, il est sélectionné par l'équipe des Fidji des moins de 20 ans pour disputer le Trophée mondial mais ne prend part à aucune rencontre que son équipe remporte. L'année suivante, il est de nouveau convoqué à l'occasion du Championnat du monde junior 2019,. Durant la compétition, il dispute les cinq matchs que son équipe joue et est titulaire à une reprise au poste de pilier gauche contre le pays de Galles.
Toujours en 2019, il remporte l'édition des moins de 19 ans du National Rugby Championship avec Brisbane City.

### Carrière professionnelle
Ultérieurement, à partir de la saison 2021 de Super Rugby, il se voit proposer l'opportunité de rejoindre l'effectif professionnel de la franchise des Melbourne Rebels, chose qu'il accepte, mais il subit des blessures lors de ses deux présaisons avec sa nouvelle équipe qui l'empêchent de faire ses débuts professionnels et de progresser,.
En novembre 2022, il est annoncé qu'il change de franchise lorsqu'il est inclus dans l'effectif de l'équipe fidjienne des Fijian Drua pour la saison 2023 de Super Rugby. À l'occasion de la première journée de la compétition, il est retenu en tant que titulaire au poste de pilier gauche pour son premier match professionnel avec sa nouvelle équipe le 25 février 2023 contre les Moana Pasifika sur leur terrain. Durant ce match, il prend part à la victoire des siens sur le score de 36 à 34. Deux journées plus tard, il participe à l'exploit de son équipe qui bat les Crusaders, champion en titre dans la compétition depuis 2017,. Au total pour sa première saison professionnelle, il dispute huit rencontres dont trois en qualité de titulaire.
Fin septembre 2023, il est convoqué pour la première fois avec l'équipe des Fidji pour pallier le forfait sur blessure de Jone Koroiduadua survenu durant la phase de poule de la Coupe du monde 2023. Il ne dispute toutefois aucune rencontre et voit son équipe être éliminée en quart de finale par l'Angleterre en octobre.
Toujours en octobre, il est annoncé qu'il resigne avec les Fijian Drua pour la saison 2024 de Super Rugby. Dès la première journée, en février 2024, il est nommé sur le banc des remplaçants. Par la suite, il n'est pas retenu lors des deux journées suivantes et fait ses débuts en Skipper Cup avec l'équipe de la province de Nadroga, les Nadroga Stallions. De retour avec les Fijian Drua, il dispute huit autres matchs durant la saison, tous comme remplaçant. En juin 2024, il dispute un match amical avec les Fidji contre les Barbarians.
Toujours présent dans l'effectif des Fijian Drua pour la saison 2025 de Super Rugby, il est peu utilisé et ne dispute que cinq rencontres, dont une seule en tant que titulaire. Cette année-là, il est retenu dans l'effectif des Counties Manukau pour le National Provincial Championship.

## Statistiques

### En franchise
Emosi Tuqiri compte vingt-deux matchs joués avec les Fijian Drua depuis 2023, dont quatre en tant que titulaire.

### En équipe nationale de jeunes
Emosi Tuqiri dispute cinq rencontres, dont une en tant que titulaire, avec l'équipe des Fidji des moins de 20 ans. Il prend part à une édition du Championnat du monde junior en 2019.

## Palmarès
- Vainqueur du National Rugby Championship des moins de 19 ans en 2019 avec Brisbane City.